# Maurice Fargues
Pour les articles homonymes, voir Fargues.
Maurice Fargues (23 avril 1913 - 17 septembre 1947) est un plongeur de la Marine nationale  française et un proche collaborateur du commandant Philippe Tailliez et du commandant Jacques-Yves Cousteau. En août 1946, Fargues sauve la vie de Cousteau et de Frédéric Dumas au cours d'une plongée dans la Fontaine de Vaucluse. Le 17 septembre 1947, alors qu'il tente d'établir un nouveau record de profondeur, Maurice Fargues est le premier plongeur à mourir équipé du tout nouveau scaphandre autonome Aqua-Lung.

## Le GRS et la fontaine de Vaucluse
À la fin de l'année 1945, le maître Maurice Fargues rejoint le GRS (aujourd'hui appelé CEPHISMER) tout récemment formé. Le groupement est commandé par Philippe Tailliez et son adjoint Cousteau, Dumas occupe la position de conseiller civil et plongeur en chef. Dumas a formé Fargues et deux autres nouvelles recrues du GRS, les sous-officiers Jean-Paul Pinard et Guy Morandière, à l'utilisation du nouveau scaphandre autonome Aqua-Lung,. 
Le 27 août 1946, l'équipe du GRS plonge dans la fontaine de Vaucluse, une source mystérieuse d'un village du Vaucluse, dans l'espoir de découvrir le secret de ses inondations annuelles. Maurice Fargues est le commandant de surface de l'opération, responsable de la ligne de vie qui permet aux plongeurs de communiquer avec la surface. Tailliez et Morandière plongent ensemble dans un premier temps, mais ils sont rapidement touchés par la narcose qui compromet à peu de chose près leur retour en surface. Quand Cousteau et Dumas plongent ensemble dans un deuxième temps, ils ressentent les mêmes symptômes, Tailliez et Fargues leur sauvent probablement la vie en les remontant à la surface. Il a été déterminé par la suite que le monoxyde de carbone avait contaminé de manière inattendue l'air de leurs bouteilles,,.

## Décès accidentel
En septembre 1947, juste avant le Salon Nautique de Paris, Cousteau insiste pour organiser une série de tentatives de plongées profondes afin de déterminer la profondeur maximale à laquelle un plongeur autonome peut descendre. Le 17 septembre, Maurice Fargues effectue sa première tentative de plongée profonde à Toulon près de la base de la Marine nationale française. Maurice Fargues descend le long d'un pendeur équipé d'ardoises qui servent de repères tous les 10 mètres d’intervalle, lui permettant ainsi de signer son nom pour attester des profondeurs atteintes. Il tire également périodiquement sur un bout de sécurité attaché à sa ceinture de plongée permettant ainsi à son collègue, Frédéric Dumas, de savoir s'il reste bien conscient. Trois minutes après son immersion, à une profondeur record de 120 mètres, Maurice Fargues cesse de se signaler. Philippe Tailliez ordonne qu'il soit remonté pendant que Jean Pinard plonge à sa rencontre à 60 mètres de profondeur. Pinard constate que Fargues est inconscient, il ne tient plus en bouche son embout buccal qui pend sur sa poitrine. Les tentatives de réanimation durent douze heures, mais l'équipe médicale ne peut que constater la mort de Fargues. L'équipe conclut à la noyade, le phénomène de narcose à l'azote ou la toxicité de l'oxygène à cette profondeur lui ayant fait probablement perdre son embout buccal,,.
La signature griffonnée de Fargues sur l'ardoise à 120 mètres confirme son record de profondeur. Le GRS conclut que la profondeur maximale pouvant être atteinte par un plongeur respirant de l'air comprimé est de 90 mètres (300 pieds),. Pour reprendre les mots de Jacques Cousteau: « Dumas et moi-même devons notre vie à Maurice Fargues, il nous a évité la mort à la fontaine de Vaucluse. Nous ne serons jamais consolés de n'avoir pu le sauver. »

## Héritage
Le 17 septembre 2007, à l'occasion du 60ème anniversaire de la mort de Fargues, une salle lui est dédiée sous le nom de « Salle Maurice Fargues » au Musée international de la plongée Frédéric Dumas à Sanary-sur-Mer, en France. Les enfants de Fargues, Roselyne et Louis Fargues, sont présents à la cérémonie,. Dans la salle est apposée une plaque représentant une photographie de Fargues prise avant sa dernière plongée ainsi qu'une reproduction de sa dernière signature griffonnée,,.
Le 18 octobre 2012, la conférence « Hommage à Maurice FARGUES La mer est calme, le ciel est clair » est donné par Bernard Tailliez, fils du commandant Philippe Tailliez, dans le cadre d'une série de conférences intitulée « Les fils de Philippe Tailliez - 10 ans après », organisée par le Service historique de la Défense à l' Escale Castigneau (port militaire de Toulon), en l'honneur de la mémoire de Philippe Tailliez, du maître Maurice Fargues et de la naissance du GRS. Les enfants de Fargues, Roselyne et Louis Fargues, sont présents à la cérémonie.